# Лилль-2 (кантон)
Лилль-2 (фр. Lille-2) — кантон во Франции, находится в регионе О-де-Франс, департамент Нор.
Кантон образован в результате реформы 2015 года.

## Состав кантона
В состав кантона входят коммуны (население по данным Национального института статистики за 2017 г.):
- Бондю (10 103 чел.)
- Лилль (6 909 чел.) (частично)
- Марк-ан-Барёль (38 617 чел.)
- Муво (13 151 чел.)

## Политика
На президентских выборах 2022 г. жители кантона отдали в 1-м туре Эмманюэлю Макрону 42,9 % голосов против 15,6 % у Жана-Люка Меланшона и 12,3 % у Марин Ле Пен; во 2-м туре в кантоне победил Макрон, получивший 76,2 % голосов. (2017 год. 1 тур: Франсуа Фийон – 39,4 %, Эмманюэль Макрон – 25,3 %, Жан-Люк Меланшон – 12,9 %,  Марин Ле Пен – 11,5 %; 2 тур: Макрон – 79,6 %. 2012 год. 1 тур: Николя Саркози — 47,4 %, Франсуа Олланд — 18,6 %, Марин Ле Пен — 11,2 %; 2 тур: Саркози — 67,4 %).
С 2021 года кантон в Совете департамента Нор представляют вице-мэр города Марк-ан-Барёль Лоик Катлен (Loïc Cathelain) (Республиканцы) и вице-мэр коммуны Муво Мари Шампо (Marie Champault) (Разные правые).
|                | Кандидаты                       | Партия                   | Первый тур | Первый тур     | Второй тур | Второй тур |
| Кол-во голосов | Кандидаты                       | Партия                   | % голосов  | Кол-во голосов | % голосов  |            |
| -------------- | ------------------------------- | ------------------------ | ---------- | -------------- | ---------- | ---------- |
|                | Лоик Катлен Мари Шампо          | Правый блок              | 9 303      | 49,09          | 13 933     | 74,17      |
|                | Кантен Адер Деи Мутеба          | Левый блок – Зелёные     | 3 594      | 18,96          | 4 851      | 25,83      |
|                | Кантен Адер Деи Мютеба          | Вперёд, Республика!      | 3 594      | 18,96          |            |            |
|                | Кристин Ландрю Франсуа Соммерар | Национальное объединение | 2 306      | 12,17          |            |            |

|                | Кандидаты                          | Партия                      | Первый тур | Первый тур |
| Кол-во голосов | Кандидаты                          | Партия                      | % голосов  |            |
| -------------- | ---------------------------------- | --------------------------- | ---------- | ---------- |
|                | Жан-Рене Лесерф Изабель Фремо      | Правый блок                 | 14 771     | 58,91      |
|                | Тома Брабан Валери Тальпаэр        | Национальный фронт          | 4 518      | 18,02      |
|                | Клод Элен Бернар Филипп Арке       | Социалистическая партия     | 3 196      | 12,75      |
|                | Одиль Видаль-Санье Джесси Котик    | Европа Экология — «Зелёные» | 1 515      | 6,04       |
|                | Эмильян Декант Мартин Руссель-Ване | Левый фронт                 | 1 075      | 4,29       |